# TALISMAN
『TALISMAN』（タリスマン）は、THEATRE BROOK2枚目のフル・アルバム。1996年6月24日に、EPIC/SONY RECORDSから発売。

## 解説
これまでのアルバムの中で最大のヒット作。15曲中3曲はInstrumental。

## 批評
CDジャーナルは「全編ディープなヴォーカル唱法&音作りでありながら、スピーディにワイルドにエネルギッシュに、そしてグルーヴィに聴かせる、本物の貫禄を見せつけた一発。」と評した。

## 収録曲
作詞・作曲：佐藤タイジ／編曲：THEATRE BROOK（特記以外）
1. TEPID RAIN
2. パラボラマン（Instrumental）
3. ドレッドライダー
  - 編曲：中村哲・THEATRE BROOK
4. 野蛮なローソク
  - 編曲：中村哲・THEATRE BROOK
5. パラボラマン（reprise）
6. 誰にも言えない
7. 命の一発
8. One Fine Morning
  - 作詞・作曲：Skip Prokop
9. あふれ出すばかり
  - 編曲：中村哲・THEATRE BROOK
10. キャプテンパラボラ（Instrumental）
  - 編曲：EL PASO BROS.・THEATRE BROOK
11. 昨日よりちょっと（Long version）
  - 編曲：中村哲・THEATRE BROOK
12. DREAD SUPER ～BLACK SPIN～
13. ありったけの愛（Live Version）
  - 編曲：中村哲・THEATRE BROOK
14. 光の粒
15. 無実の子
  - 編曲：EL PASO BROS.・THEATRE BROOK